# Кагаррас
23°01′49″ пд. ш. 43°12′01″ зх. д. / 23.030277777778° пд. ш. 43.200277777778° зх. д.
Кагаррас — безлюдний архіпелаг в 5 км на південь від пляжу Іпанема.
Площа — 2 км². Архіпелаг складається з чотирьох островів (Кагарра, Палмас, Компріда, Фільоте) та кількох невеликих скель. Кагарра — найбільший і найвищий (79 м²) з них.
Острови часто відвідувані туристами. Поблизу архіпелагу проходить холодна течія, води навколо нього багаті на рибу.
Напевно, назва островів походить від португальського cagarro, назва птахів роду Calonectris, буревісників, що мешкають від Піренейського півострова до Азор і Мадейри, однак, що не мешкають у Бразилії. Однак, на островах Кагаррас безліч птахів, є і представники буревісникових, подібних до Calonectris. З іншого боку, на картах XVIII століття острови позначені як Cagade або Cagado.
У 2010 віцепрезидент Жозе Аленкар підписав указ про створення Національної пам'ятки Кагаррас для збереження навколишнього середовища. Проте доступ до архіпелагу необмежений.